# Carol Kaye
Carol Kaye (Everett, 24 de março de 1935) é uma musicista americana, conhecida como uma das baixista mais prolíficas e amplamente ouvida na história, tendo participado de um número estimado de 10 000 sessões de gravação em uma carreira de 55 anos.
Como musicista, Kaye foi a baixista em muitas produções de Phil Spector e Brian Wilson nos anos 1960 e 1970. Ela tocou guitarra em "La Bamba" de Ritchie Valens e é creditada nas faixas de contrabaixo em vários hits de Simon & Garfunkel e muitas trilhas sonoras de filmes produzidos por Quincy Jones e Lalo Schifrin.

## Vida e Carreira
Kaye nasceu em Everett, Washington, filha dos músicos profissionais Clyde e Smith Dot, cresceu na pobreza, perto do porto de Los Angeles e em 1949 começou a ensinar guitarra profissionalmente já aos 14 anos. Ao longo da década de 1950, Kaye tocou guitarra em dezenas de casas noturnas em torno de Los Angeles, com muitas bandas notáveis incluindo o grupo de jazz de Bob Neal, Jack Sheldon, em apoio a Lenny Bruce, Teddy Edwards e Billy Higgins entre outros. Kaye entrou num trabalho de estúdio lucrativo "acidentalmente" no final de 1957 com Sam Cooke. Alguns anos mais tarde, quando um baixista não apareceu para uma sessão na Capitol Records, em Hollywood, ela foi convidada para preencher o que foi, então, muitas vezes chamado de "Fender bass". Ela era um membro do famoso grupo de músicos de estúdio "Wrecking Crew", que tocou em quase todas as gravações dos discos de sucesso produzidos em LA na década de 1960.
Ao longo dos anos 1960, ela tocou baixo em uma quantidade significativa de músicas que aparecem no Hot 100 da Billboard, embora fosse quase totalmente desconhecida para o público em geral no momento. Kaye tocou baixo em muitas das gravações dos Beach Boys, tocou em gravações, incluindo "Good Vibrations", "Help Me, Rhonda", "Sloop John B" e "Califórnia Girls". Ela trabalhou em Brian Wilson's malfadada, lendário projeto (e esteve presente no "Fire session" no final de novembro de 1966, quando Wilson supostamente pediu aos músicos de estúdio de usar chapéus de fogo de brinquedo). O trabalho de Kaye também aparece frequentemente nas trilhas sonoras de séries bem conhecidas da televisão e cinema dos anos 1960 e início de 1970.
Ela trabalhou na maioria dos principais produtores e diretores de musicais em Los Angeles durante essa época, incluindo Brian Wilson, Michel Legrand, Phil Spector, Elmer Bernstein, Lalo Schifrin, David Rose, Dave Grusin, Ernie Freeman, Hugo Montenegro, Leonard Rosenman, John Williams, Alfred Newman, David Axelrod e Lionel Newman.
Kaye tocou as faixas de graves em vários dos "Monkees hits", produziu trilhas sonoras (incluindo efeitos sonoros na guitarra e baixo) para o jovem Steven Spielberg e faixas para Quincy Jones.
Kaye produziu vários temas musicais para televisão americana, incluindo Martin Quinn produzido canhão, The Streets of San Francisco, Mission: Impossible, M * A * S * H, Kojak, Get Smart, Heróis de Hogan, O Barco do Amor, McCloud, Mannix, It Takes a thief, Peyton Place e The Cosby Show. A ela é creditado a realização de trilhas sonoras de Hawaii Five-O, A Família Addams e The Brady Bunch junto com Ironside, Room 222, Bonanza, a Mulher-Maravilha, Smith & Jones Alias, Run for Your Life e Barnaby Jones.
A partir de 1969, ela escreveu "Como tocar baixo elétrico", o primeiro de muitos livros para baixo, tutoriais e cursos em DVD. Ela deu aulas para milhares de músicos estudantes, incluindo John Clayton, Mike Porcaro, Alf Clausen, David Hughes, Tony Vendas, EH Karl Seigfried, Vogt Roy e Hungate David.
Kaye se aposentou do trabalho em estúdio durante os anos 1970 por causa da artrite. Mais tarde, ela tornou-se ativa novamente como performer em sessões musicais de jazz, ao vivo e mestre, tanto de baixo quanto de guitarra, dando seminários e entrevistas.